# 森特勒爾鎮區 (密蘇里州傑佛遜縣)
森特勒爾鎮區（英語：Central Township）是位於美國密蘇里州傑佛遜縣的一個行政鎮區。

## 地方資料
森特勒爾鎮區的面積為192.01平方千米，當中陸地面積為190.44平方千米，而水域面積為1.57平方千米。根據2020年美國人口普查的數據，當地共有人口14627人，而人口密度為每平方千米76.18人。